# Steven Woolfe
Steven Marcus Woolfe (ur. 6 października 1967 w Manchesterze) – brytyjski polityk i prawnik, poseł do Parlamentu Europejskiego VIII kadencji.

## Życiorys
Ukończył studia prawnicze na Uniwersytecie w Aberystwyth, po których pracował w prawniczym zawodzie barristera, doradzając w sprawach z zakresu prawa karnego i rodzinnego. Później zajął się praktyką w sektorze finansowym. W 2000 wstąpił do Partii Konserwatywnej; opuścił ją w 2010, po czym w tym samym roku zaangażował się w działalność polityczną w ramach Partii Niepodległości Zjednoczonego Królestwa, wchodząc w skład jej krajowego komitetu wykonawczego. W 2012 kandydował na wybieralny urząd komisarza ds. policji i przestępczości dla okręgu Greater Manchester.
W wyborach europejskich w 2014 z ramienia UKIP uzyskał mandat eurodeputowanego VIII kadencji. W październiku 2016 deklarował wzięcie udziału w wyborach na lidera UKIP, które rozpisano po tym, jak Diane James ustąpiła kilkanaście dni po swoim wyborze. W tym samym miesiącu Steven Woolfe trafił na kilka dni do szpitala, według niego miał zostać uderzony przez innego działacza partii – europosła Mike'a Hookema. 17 października 2016 ogłosił wystąpienie z Partii Niepodległości Zjednoczonego Królestwa. Wnosił o ponowne przyjęcie do Partii Konserwatywnej, jednak jego kandydatura w 2018 została zablokowana.